# حجة الإسلام
حجة الإسلام هو لقب في الحوزة العلمية الشيعية يعطى لمن بدأ في حضور دروس السطوح العالية. ويسبق هذا اللقب درجة حجة الإسلام والمسلمين، بينما حجة الإسلام هو لقب أطلقه علماء مسلمون سنة على أبو حامد محمد بن محمد الغزالي.